# Andrisco

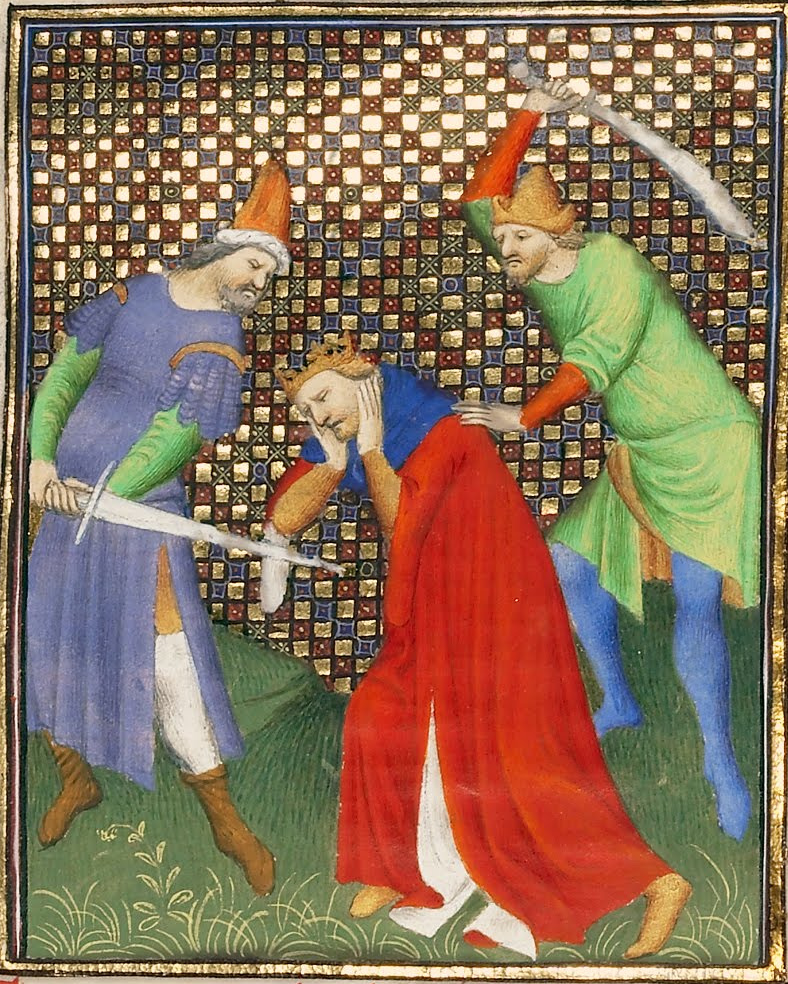
Pseudo-Filipo.
Museo J. Paul Getty

Andrisco de Adramytio (Asia Menor), también conocido como Filipo VI de Macedonia o Pseudofilipo por sus rivales, fue un aventurero griego que se hizo pasar por hijo de Perseo de Macedonia y llegó a ser aceptado como tal por los macedonios, de los que fue rey en 149-148 a. C. Fue derrotado y depuesto por la República romana.

## Biografía

### Primeros pasos
Su historia fue intensa y agitada. Tras un primer intento en Macedonia en torno a 160-155 a. C., que fracasó cuando ningún macedonio le prestó atención, terminó por presentarse en Siria ante el rey Demetrio I Sóter como hijo de su hermana Laódice. Luego de solicitarle ayuda a Demetrio para recuperar el trono de Macedonia, el rey, aliado de los romanos, lo encarceló y lo entregó a Roma.
Allí no recibió más que burlas y terminó por ser despedido sin cargos, considerado como un demente. De regreso en Macedonia se dedicó, con un reducido grupo de fieles, al bandidaje, entablando contactos con algunos de los reyezuelos de Tracia en la frontera norte, hasta que uno de ellos lo reconoció como heredero legítimo al trono macedonio, probablemente a finales de 150 a. C., y puso a su disposición su alianza y sus tropas. Con esas fuerzas invadió Macedonia en 149 a. C.

### Conquista de Macedonia
Tras una batalla victoriosa en las fronteras, algunos macedonios empezaron a tomarlo en serio. El Senado envió al legado Escipión Nasica; este, pensando que iba a enfrentarse a un simple bandido, decidió resolver el asunto por su cuenta y, tras reunir apresuradamente un contingente de aliados griegos, avanzó al encuentro de Andrisco, pero fue derrotado. El éxito del presunto Filipo convenció a los vacilantes y pronto toda Macedonia lo reconoció por rey legítimo. Inmediatamente reunificó el país, dividido por los romanos, e inició una política vagamente reformista a favor del pueblo.
El Senado romano, desconcertado, envió al pretor Publio Juvencio con una fuerza militar, pero cuando a finales del verano trató de penetrar en Macedonia, sus tropas fueron aplastadas y murió, lo que permitió a Andrisco ocupar Tesalia. El reino macedonio resurgía inesperadamente de sus cenizas.

### Derrota
Ante tal situación, el Senado reaccionó con energía y, aunque la atención general estaba ocupada en la tercera guerra púnica, envió un ejército al mando del pretor Quinto Cecilio Metelo. Las tropas llegaron a Grecia en la primavera de 148 a. C. y derrotaron fácilmente a los hombres de Andrisco en la batalla de Pidna. Entregado por un reyezuelo tracio, en cuyo territorio se había refugiado, fue ejecutado ese mismo año.
Macedonia fue anexada a Iliria y Epiro, y reducida al estatus de territorio sometido a Roma, convirtiéndose en la primera provincia romana en territorio griego y Metelo en su primer procónsul (gobernador).
| Predecesor: Perseo (168 a. C.)División en cuatro repúblicas clientelistas de Roma | Rey de Macedonia 149-148 a. C. | Sucesor: Conquista romana (provincia de Macedonia) |